# Anne Wächter
Anna („Anne“) Wächter (* 27. Juli 1931 in Bothenheilingen als Anna Daniel; † 26. Januar 2025 in Dresden) war eine deutsche Natur- und Umweltschützerin.

## Leben
Sie wurde in Bothenheilingen im Regierungsbezirk Erfurt der preußischen Provinz Sachsen geboren, wuchs auf einem Bauernhof auf und schlug nach der Schulausbildung eine landwirtschaftliche Ausbildung ein. Sie absolvierte die landwirtschaftlichen Fachschulen in Bad Langensalza und Eisenach und studierte anschließend Landwirtschaft an der Friedrich-Schiller-Universität Jena.
Nach Abschluss des Studiums arbeitete sie im Bereich Gemüsezüchtung auf einem volkseigenen Gut in Mecklenburg. 1957 erhielt sie im Bezirk Dresden eine Stelle an der Zentralstelle für Sortenwesen in Nossen, wo sie im Bereich Sortenprüfung und Datenverarbeitung tätig war. 1966 wechselte sie an die LPG-Hochschule in Meißen, wo sie auf dem Gebiet der Datenverarbeitung 1972 promovierte und bis 1974 tätig war. Das Thema ihrer Dissertation lautete Die Gestaltung der Informationsbeziehungen in industriemäßig organisierten Anlagen der Tierproduktion, dargestellt am Beispiel der Milchviehanlage Dedelow.
Sie trat der Demokratischen Bauernpartei bei und wurde 1975 Ratsmitglied für Umweltschutz und Wasserwirtschaft beim Rat des Bezirkes Dresden. Als solche war sie 1976 an der Organisation des 1. Landschaftstages Zittauer Gebirge beteiligt. Diesem folgte 1977 der 1. Landschaftstag Sächsische Schweiz in Bad Schandau. In diesem Zusammenhang gründete sie die Arbeitsgruppe Sächsische Schweiz. 1982 wurde der 2. Landschaftstag in Sebnitz durchgeführt.
Aufgrund offen geäußerter Kritik gegen die damalige DDR-Umweltpolitik erfolgte 1985 ihre Absetzung als Ratsmitglied für Umweltschutz und Wasserwirtschaft im Bezirk Dresden. Bis zum Erreichen des 60. Lebensjahres 1991 arbeitete Anne Wächter als wissenschaftliche Mitarbeiterin an der Außenstelle des Instituts für Landschaftsforschung und Naturschutz in Dresden. Daneben blieb sie weiterhin aktiv, insbesondere im Landesverein Sächsischer Heimatschutz und als Redaktionsbeirätin bei den Sächsischen Heimatblättern. Sie schrieb unter anderem Beiträge für die Reihe Naturschutzarbeit in Sachsen des Sächsischen Landesamtes für Umwelt, Landwirtschaft und Geologie oder das Sammelwerk Naturschutz in den neuen Bundesländern.
Sie lebte von 1974 bis 2019 in Langebrück.